# Leichtathletik-Balkan-Meisterschaften 2024
Die 77. Leichtathletik-Balkan-Meisterschaften fanden vom 25. bis zum 26. Mai 2024 im türkischen Izmir im Atatürk Stadı statt. Somit war die türkische Metropole zum dritten Mal nach 1972 und 1983 Ausrichtungsort dieser Meisterschaften, die nach 2004 wieder in der Türkei stattfanden. 

## Ergebnisse Männer

### 100 m
| Platz | Athlet                    | Land | Zeit (s) |
| ----- | ------------------------- | ---- | -------- |
| 1     | Kayhan Özer               | TUR  | 10,17 PB |
| 2     | Mustafa Kemal Ay          | TUR  | 10,18 PB |
| 3     | Beppe Grillo              | MLT  | 10,23 PB |
| 4     | Vasileios Myrianthopoulos | GRC  | 10,28 PB |
| 5     | Anej Čurin Prapotnik      | SVN  | 10,28    |
| 6     | Nikolaos Panagiotopoulos  | GRC  | 10,31 PB |
| 7     | Aleksa Kijanović          | SRB  | 10,45    |
| 8     | Cristian Roiban           | ROU  | 11,48    |

Finale: 25. Mai
Wind: +0,9 m/s

### 200 m
| Platz | Athlet              | Land | Zeit (s) |
| ----- | ------------------- | ---- | -------- |
| 1     | Ramil Guliyev       | TUR  | 21,06    |
| 2     | Boško Kijanović     | SRB  | 21,24    |
| 3     | Sotirios Garaganis  | GRC  | 21,34    |
| 4     | Roko Farkaš         | CRO  | 21,39    |
| 5     | Ioannis Kariofyllis | GRC  | 21,42    |
| 6     | Andrej Skočir       | SVN  | 21,47    |
| 7     | Batuhan Altıntaş    | TUR  | 21,51    |
| 8     | Dmytro Jantschyk    | UKR  | 21,57    |

26. Mai
Zusammenfassung der besten acht Athleten aus drei Zeitläufen.

### 400 m
| Platz | Athlet            | Land | Zeit (s) |
| ----- | ----------------- | ---- | -------- |
| 1     | Rok Ferlan        | SVN  | 45,69 PB |
| 2     | Boško Kijanović   | SRB  | 46,12    |
| 3     | Sorin Voinea      | ROU  | 46,25    |
| 4     | Danylo Danylenko  | UKR  | 46,38    |
| 5     | Luka Janežič      | SVN  | 46,41    |
| 6     | Ioannis Ntetsikas | GRC  | 47,02    |
| 7     | Yağız Canlı       | TUR  | 47,18    |
| 8     | Graham Pellegrini | MLT  | 47,31    |

25. Mai
Zusammenfassung der besten acht Athleten aus zwei Zeitläufen.

### 800 m
| Platz | Athlet               | Land | Zeit (min) |
| ----- | -------------------- | ---- | ---------- |
| 1     | Marino Bloudek       | CRO  | 1:48,35    |
| 2     | Jan Vukovič          | SVN  | 1:49,01    |
| 3     | Oleh Myronez         | UKR  | 1:49,31    |
| 4     | Salih Teksöz         | TUR  | 1:49,33    |
| 5     | Rok Markelj          | SVN  | 1:49,41    |
| 6     | Jared Micallef       | MLT  | 1:49,57    |
| 7     | Charidimos Xenidakis | GRC  | 1:49,87    |
| 8     | Abedin Mujezinović   | BIH  | 1:50,26    |

26. Mai
Zusammenfassung der besten acht Athleten aus zwei Zeitläufen.

### 1500 m
| Platz | Athlet                | Land | Zeit (min) |
| ----- | --------------------- | ---- | ---------- |
| 1     | Mehmet Çelik          | TUR  | 3:42,66    |
| 2     | Dmytrij Nikolajtschuk | UKR  | 3:44,41    |
| 3     | Nicolae Coman         | ROU  | 3:44,67    |
| 4     | Georgios Matzaridis   | GRC  | 3:46,31 PB |
| 5     | Jerwand Mkrttschjan   | ARM  | 3:46,77    |
| 6     | Martin Balabanow      | BUL  | 3:51,07    |
| 7     | Uğur Kemal Derin      | TUR  | 3:56,84    |
| 8     | Bakhtiyar Alasgarli   | AZE  | 4:10,19 PB |

25. Mai

### 3000 m
| Platz | Athlet             | Land | Zeit (min) |
| ----- | ------------------ | ---- | ---------- |
| 1     | Sebastian Frey     | AUT  | 7:52,14 CR |
| 2     | David Nikolli      | ALB  | 8:07,37    |
| 3     | Dorin Rusu         | ROU  | 8:08,29    |
| 4     | Yiğit Dilaver Eker | TUR  | 8:17,82    |
| 5     | Ahmet Çifci        | TUR  | 8:18,54    |
| 6     | Iwan Andreew       | BUL  | 8:23,18    |
| 7     | Uroš Gutić         | BIH  | 8:26,18    |
| 8     | Lucian Ștefan      | ROU  | 8:39,47    |

26. Mai

### 5000 m
| Platz | Athlet                  | Land | Zeit (min)  |
| ----- | ----------------------- | ---- | ----------- |
| 1     | Sebastian Frey          | AUT  | 13:35,95 CR |
| 2     | Abdurrahman Gediklioğlu | TUR  | 14:19,51    |
| 3     | Ayetullah Aslanhan      | TUR  | 14:36,51    |
| 4     | Uroš Gutić              | BIH  | 14:56,82    |
|       | Iwo Balabanow           | BUL  | DNF         |

25. Mai

### 110 m Hürden
| Platz | Athlet                        | Land | Zeit (s) |
| ----- | ----------------------------- | ---- | -------- |
| 1     | Enzo Diessl                   | AUT  | 13,48    |
| 2     | Alin Anton                    | ROU  | 13,59    |
| 3     | Filip Jakob Demšar            | SVN  | 13,66    |
| 4     | Oleh Kukota                   | UKR  | 14,02    |
| 5     | Christos-Panagiotis Roumtsios | GRC  | 14,06    |
| 6     | Stanislaw Stankow             | BUL  | 14,08    |
| 7     | Lukas Cik                     | CRO  | 14,09    |
| 8     | Hrvoje Čukman                 | CRO  | 14,31    |

26. Mai
Zusammenfassung der besten acht Athleten aus zwei Zeitläufen. Der Wind war in beiden Rennen regelkonform.

### 400 m Hürden
| Platz | Athlet                  | Land | Zeit (s) |
| ----- | ----------------------- | ---- | -------- |
| 1     | Berke Akçam             | TUR  | 49,30    |
| 2     | Nikola Kostić           | SRB  | 49,54    |
| 3     | İsmail Nezir            | TUR  | 50,24    |
| 4     | Dimitris Levantinos     | GRC  | 50,33 PB |
| 5     | Leo Köhldorfer          | AUT  | 51,08    |
| 6     | Niklas Strohmayer-Dangl | AUT  | 51,64    |
| 7     | Rostyslaw Holubowytsch  | UKR  | 51,92    |
| 8     | Miloš Marković          | SRB  | 52,37    |

25. Mai
Zusammenfassung der besten acht Athleten aus zwei Zeitläufen.

### 3000 m Hindernis
| Platz | Athlet           | Land | Zeit (min) |
| ----- | ---------------- | ---- | ---------- |
| 1     | Tobias Rattinger | AUT  | 8:36,72    |
| 2     | Abdullah Tuğluk  | TUR  | 8:39,44    |
| 3     | Turgay Bayram    | TUR  | 8:46,11    |
| 4     | Iwo Balabanow    | BUL  | 8:58,81    |
| 5     | Mihai Șavlovschi | ROU  | 9:03,75    |
| 6     | Klemen Vilhar    | SVN  | 9:12,51    |
| 7     | Leonid Vandevski | MKD  | 9:16,04    |
|       | Bruno Belčić     | CRO  | DNF        |

26. Mai

### 4 × 100 m Staffel
| Platz     | Land                                                               | Athleten                                                                                  | Zeit (s) |
| --------- | ------------------------------------------------------------------ | ----------------------------------------------------------------------------------------- | -------- |
| 1         | Türkei                                                             | Mustafa Kemal Ay Kayhan Özer Oğuz Uyar Ramil Guliyev                                      | 39,54    |
| 2         | Griechenland                                                       | Ioannis Voskopoulos Nikolaos Panagiotopoulos Sotirios Garaganis Vasileios Myrianthopoulos | 39,59    |
| 3         | Malta                                                              | Jacob El Aida Chaffey Graham Pellegrini Luke Bezzina Beppe Grillo                         | 40,57 NR |
| 4         | Nordmazedonien                                                     | Andreas Trajkovski Vladimir Sol Bozhichevikj Bitoljanu Ognen Stefanovski Jovan Stojoski   | 41,59 NR |
| 5         | Serbien                                                            | Luka Bošković Boško Kijanović Miloš Nisić Aleksa Kijanović                                | 41,59    |
|           | Ukraine                                                            | Andrij Wassyljew Oleksandr Sokolow Wladyslaw Jemez Illja Popow                            | DNF      |
| Slowenien | Jernej Gumilar Matevž Šuštaršič Andrej Skočir Anej Čurin Prapotnik | DNF                                                                                       |          |
| Rumänien  | Robert Bîrsă Cristian Roiban Alin Anton Andrei Marian              | DSQ                                                                                       |          |

25. Mai

### 4 × 400 m Staffel
| Platz | Land                    | Athleten                                                                  | Zeit (min) |
| ----- | ----------------------- | ------------------------------------------------------------------------- | ---------- |
| 1     | Ukraine                 | Danylo Danylenko Jewhen Huzol Nikita Rodtschenkow Oleksandr Pohorilko     | 3:07,16    |
| 2     | Türkei                  | Yağız Canlı Oğuzhan Kaya Sinan Ören İlyas Çanakçı                         | 3:08,10    |
| 3     | Slowenien               | Luka Janežič Rok Markelj Jan Vukovič Rok Ferlan                           | 3:08,24    |
| 4     | Griechenland            | Ioannis Simoni Ioannis Ntetsikas Charidimos Xenidakis Dimitris Levantinos | 3:10,47    |
| 5     | San Marino              | Francesco Molinari Andrea Ercolani Volta Tommaso Casadei Probo Benvenuti  | 3:19,65    |
| 6     | Bosnien und Herzegowina | Edhem Vikalo Amel Tuka Jovan Rosić Bakir Musić                            | 3:20,82    |

26. Mai

### Hochsprung
| Platz | Athlet            | Land | Höhe (m) |
| ----- | ----------------- | ---- | -------- |
| 1     | Wladyslaw Lawskyj | UKR  | 2,23     |
| 2     | Andonis Merlos    | GRC  | 2,20     |
| 3     | Tichomir Iwanow   | BUL  | 2,15     |
| 4     | Wadym Krawtschuk  | UKR  | 2,15     |
| 5     | Slavko Stević     | SRB  | 2,10     |
| 6     | Emir Rovčanin     | SRB  | 2,05     |
| 6     | Enes Talha Şenses | TUR  | 2,05     |
| 8     | Brajan Avia       | MKD  | 1,95     |

25. Mai

### Stabhochsprung
| Platz | Athlet              | Land | Höhe (m) |
| ----- | ------------------- | ---- | -------- |
| 1     | Illja Krawtschenko  | UKR  | 5,30     |
| 2     | Ioannis Rizos       | GRC  | 2,20     |
| 3     | Riccardo Klotz      | AUT  | 5,20     |
| 4     | Robert Renner       | SVN  | 5,20     |
| 5     | Oleksandr Onufrijew | UKR  | 5,00     |
| 6     | Ivan Horvat         | CRO  | 5,00     |
| 7     | Ewgeni Enew         | BUL  | 4,80     |
| 7     | Arian Milicija      | BIH  | 4,80     |

26. Mai

### Weitsprung
| Platz | Athlet                | Land | Weite (m) |
| ----- | --------------------- | ---- | --------- |
| 1     | Miltiadis Tendoglou   | GRC  | 8,17      |
| 2     | Boschidar Sarabojukow | BUL  | 8,12      |
| 3     | Nazim Babayev         | AZE  | 7,83      |
| 4     | Lazar Anić            | SRB  | 7,79      |
| 5     | Danylo Dubyna         | UKR  | 7,70      |
| 6     | Andreas Trajkovski    | MKD  | 7,69      |
| 7     | Luka Bošković         | SRB  | 7,65      |
| 8     | Izmir Smajlaj         | ALB  | 7,53      |

25. Mai

### Dreisprung
| Platz | Athlet                | Land | Weite (m) |
| ----- | --------------------- | ---- | --------- |
| 1     | Necati Er             | TUR  | 16,78     |
| 2     | Can Özüpek            | TUR  | 16,48     |
| 3     | Dimitris Tsiamis      | GRC  | 16,47     |
| 4     | Endiorass Kingley     | AUT  | 16,17     |
| 5     | Răzvan Grecu          | ROU  | 16,14     |
| 6     | Boschidar Sarabojukow | BUL  | 16,08     |
| 7     | Rustam Məmmədov       | AZE  | 16,06 w   |
| 8     | Gor Howakimjan        | ARM  | 15,86     |

26. Mai

### Kugelstoßen
| Platz | Athlet              | Land | Weite (m) |
| ----- | ------------------- | ---- | --------- |
| 1     | Andrei Toader       | ROU  | 20,25     |
| 2     | Asmir Kolašinac     | SRB  | 19,87     |
| 3     | Artem Lewtschenko   | UKR  | 19,80 PB  |
| 4     | Giorgi Mudscharidse | GEO  | 19,70     |
| 5     | Odysseas Mouzenidis | GRC  | 19,16     |
| 6     | Tomaš Đurović       | MNE  | 18,67     |
| 7     | Muhamet Ramadani    | KOS  | 18,50     |
| 8     | Petros Michaelides  | CYP  | 18,39     |

25. Mai

### Diskuswurf
| Platz | Athlet             | Land | Weite (m) |
| ----- | ------------------ | ---- | --------- |
| 1     | Alin Firfirică     | ROU  | 61,90     |
| 2     | Apostolos Parellis | CYP  | 60,56     |
| 3     | Martin Marković    | CRO  | 59,94     |
| 4     | Giorgos Koniarakis | CYP  | 58,46     |
| 5     | Voislav Grubiša    | BIH  | 57,12     |
| 6     | Dejan Gemischew    | BUL  | 57,07     |
| 7     | Ömer Şahin         | TUR  | 55,90     |
| 8     | Osman Kul          | TUR  | 55,58     |

26. Mai

### Hammerwurf
| Platz | Athlet                 | Land | Weite (m) |
| ----- | ---------------------- | ---- | --------- |
| 1     | Özkan Baltacı          | TUR  | 75,19     |
| 2     | Serghei Marghiev       | MDA  | 74,83     |
| 3     | Konstantinos Zaltos    | GRC  | 74,33     |
| 4     | Michalis Anastasakis   | GRC  | 73,26     |
| 5     | Matija Gregurić        | CRO  | 73,17     |
| 6     | Alexandros Poursanidis | CYP  | 71,88     |
| 7     | Hlib Piskunow          | UKR  | 70,61     |
| 8     | Halil Yılmazer         | TUR  | 70,41     |

25. Mai

### Speerwurf
| Platz | Athlet                 | Land | Weite (m) |
| ----- | ---------------------- | ---- | --------- |
| 1     | Andrian Mardare        | MDA  | 81,68     |
| 2     | Emin Öncel             | TUR  | 74,42     |
| 3     | Muhammet Hanifi Zengin | TUR  | 73,85     |
| 4     | Filip Dominković       | SVN  | 73,22     |
| 5     | Ioannis Kyriazis       | GRC  | 71,89     |
| 6     | Amir Papazi            | MNE  | 66,63     |
| 7     | Zvonimir Tirić         | CRO  | 64,79     |
| 8     | George Zaharia         | ROU  | 64,14     |

26. Mai

### Zehnkampf
| Platz | Athlet                    | Land | Punkte  |
| ----- | ------------------------- | ---- | ------- |
| 1     | Angelos-Tzanis Andreoglou | GRC  | 7926 PB |
| 2     | Dragan Pešić              | MNE  | 6661    |
| 3     | Batuhan Arda Erol         | TUR  | 6462    |
| 4     | Ognen Stefanovski         | MKD  | 6348    |
| 5     | Yavuz Şalkacı             | GRC  | 5919    |
| 6     | Luka Ivičić               | BIH  | 5529    |

25./26. Mai

## Ergebnisse Frauen

### 100 m
| Platz | Athletin               | Land | Zeit (s) |
| ----- | ---------------------- | ---- | -------- |
| 1     | Polyniki Emmanouilidou | GRC  | 11,36    |
| 2     | Olivia Fotopoulou      | CYP  | 11,39    |
| 3     | Ivana Ilić             | SRB  | 11,43    |
| 4     | Dimitra Tsoukala       | GRC  | 11,52    |
| 5     | Milana Tirnanić        | SRB  | 11,53    |
| 6     | Magdalena Lindner      | AUT  | 11,57    |
| 7     | Alessandra Gasparelli  | SMR  | 11,60    |
| 8     | Kristen Radukanowa     | BUL  | 11,67    |

Finale: 25. Mai
Wind: +1,3 m/s

### 200 m
| Platz | Athletin                  | Land | Zeit (s) |
| ----- | ------------------------- | ---- | -------- |
| 1     | Olivia Fotopoulou         | CYP  | 23,60    |
| 2     | Sıla Koloğlu              | TUR  | 23,73    |
| 3     | Ivana Ilić                | SRB  | 23,89    |
| 4     | Polyniki Emmanouilidou    | GRC  | 23,92    |
| 5     | Artemis-Melina Anastasiou | GRC  | 24,12    |
| 6     | Pika Bikar Kern           | SVN  | 24,20    |
| 7     | Kristen Radukanowa        | BUL  | 24,24    |
| 8     | Veronika Drljačić         | CRO  | 24,32    |

26. Mai
Zusammenfassung der besten acht Athletinnen aus zwei Zeitläufen. Der Wind war in beiden Rennen regelkonform.

### 400 m
| Platz | Athletin          | Land | Zeit (s) |
| ----- | ----------------- | ---- | -------- |
| 1     | Marjana Schostak  | UKR  | 52,73    |
| 2     | Tetjana Melnyk    | UKR  | 53,17    |
| 3     | Maja Ćirić        | SRB  | 53,23    |
| 4     | Veronika Drljačić | CRO  | 53,39    |
| 5     | Aleksandra Pešić  | SRB  | 53,42    |
| 6     | Maja Pogorevc     | SVN  | 53,50    |
| 7     | Sıla Koloğlu      | TUR  | 53,50    |
| 8     | Elif Polat        | TUR  | 54,48    |

25. Mai
Zusammenfassung der besten acht Athletinnen aus zwei Zeitläufen.

### 800 m
| Platz | Athletin                 | Land | Zeit (min) |
| ----- | ------------------------ | ---- | ---------- |
| 1     | Olha Ljachowa            | UKR  | 2:01,11    |
| 2     | Dilek Koçak              | TUR  | 2:01,63    |
| 3     | Nina Vuković             | CRO  | 2:01,72 PB |
| 4     | Georgia-Maria Despollari | GRC  | 2:02,21    |
| 5     | Mirela Lavric            | ROU  | 2:02,27    |
| 6     | Caroline Bredlinger      | AUT  | 2:02,79 PB |
| 7     | Tuğba Toptaş             | TUR  | 2:03,18 PB |
| 8     | Veronika Sadek           | SVN  | 2:03,42    |

25. Mai

### 1500 m
| Platz | Athletin                    | Land | Zeit (min) |
| ----- | --------------------------- | ---- | ---------- |
| 1     | Tuğba Toptaş                | TUR  | 4:12,83 PB |
| 2     | Gamze Bulut                 | TUR  | 4:13,44    |
| 3     | Lenuța Simiuc               | ROU  | 4:16,02    |
| 4     | Katarina Smiljanec          | CRO  | 4:16,47    |
| 5     | Koraini-Anthi Kiriakopoulou | GRC  | 4:17,11    |
| 6     | Andreea Stavila             | MDA  | 4:27,88 PB |
| 7     | Gina McNamara               | MLT  | 4:32,59    |
| 8     | Gresa Bakraçi               | KOS  | 4:36,11    |

26. Mai

### 3000 m
| Platz | Athletin            | Land | Zeit (min)    |
| ----- | ------------------- | ---- | ------------- |
| 1     | Burcu Subatan       | TUR  | 9:09,80 CR PB |
| 2     | Bahar Atalay        | TUR  | 9:21,37       |
| 3     | Gresa Bakraçi       | KOS  | 9:35,44       |
| 4     | Alexandra Hudea     | ROU  | 9:37,62       |
| 5     | Miliza Mirtschewa   | BUL  | 9:38,35       |
|       | Adrijana Pop Arsova | MKD  | DNF           |

25. Mai

### 5000 m
| Platz | Athletin            | Land | Zeit (min) |
| ----- | ------------------- | ---- | ---------- |
| 1     | Luiza Gega          | ALB  | 15:38,52   |
| 2     | Emine Hatun Mechaal | TUR  | 15:42,48   |
| 3     | Yasemin Can         | TUR  | 15:46,45   |
| 4     | Miliza Mirtschewa   | BUL  | 16:28,94   |
| 5     | Dewora Awramowa     | BUL  | 16:42,90   |
|       | Adrijana Pop Arsova | MKD  | DNF        |

26. Mai

### 100 m Hürden
| Platz | Athletin           | Land | Zeit (s) |
| ----- | ------------------ | ---- | -------- |
| 1     | Natalia Christofi  | CYP  | 13,13    |
| 2     | Nika Glojnarič     | SVN  | 13,16    |
| 3     | Elisavet Pesiridou | GRC  | 13,17    |
| 4     | Mia Wild           | CRO  | 13,23    |
| 5     | Milica Emini       | SRB  | 13,33    |
| 6     | Hanna Plotizyna    | UKR  | 13,34    |
| 7     | Anja Lukić         | SRB  | 13,38    |
| 8     | Dana Govoreanu     | ROU  | 13,43    |

26. Mai
Zusammenfassung der besten acht Athletinnen aus zwei Zeitläufen.

### 400 m Hürden
| Platz | Athletin                         | Land | Zeit (s) |
| ----- | -------------------------------- | ---- | -------- |
| 1     | Lena Pressler                    | AUT  | 57,39    |
| 2     | Dimitra Gnafaki                  | GRC  | 57,50    |
| 3     | Alexandra Uță                    | ROU  | 57,77    |
| 4     | Laoura Zenegia                   | GRC  | 58,01 PB |
| 5     | Agata Zupin                      | SVN  | 58,03    |
| 6     | Allison Halverson                | ARM  | 58,63    |
| 7     | Drita Islami                     | MKD  | 59,26    |
| 8     | Natalija Pyroschenko-Tschornomas | UKR  | 59,31    |

25. Mai
Zusammenfassung der besten acht Athletinnen aus drei Zeitläufen.

### 3000 m Hindernis
| Platz | Athletin            | Land | Zeit (min)  |
| ----- | ------------------- | ---- | ----------- |
| 1     | Luiza Gega          | ALB  | 09:26,40    |
| 2     | Derya Kunur         | TUR  | 09:45,69    |
| 3     | Andreea Stavila     | MDA  | 09:52,90 PB |
| 4     | Mihaela Blaga       | ROU  | 10:01,23 PB |
| 5     | Isavella Kotsachili | GRC  | 10:05,81    |
| 6     | Lena Millonig       | AUT  | 10:09,34    |
| 7     | Semra Karaslan      | TUR  | 10:16,66    |

25. Mai

### 4 × 100 m Staffel
| Platz | Land         | Athletinnen                                                                                 | Zeit (s) |
| ----- | ------------ | ------------------------------------------------------------------------------------------- | -------- |
| 1     | Griechenland | Rafaela Spanoudaki-Chatziriga Dimitra Tsoukala Artemis-Melina Anastasiou Elisavet Pesiridou | 44,11    |
| 2     | Serbien      | Ivana Ilić Milana Tirnanić Katarina Vreta Anja Lukić                                        | 44,36 NR |
| 3     | Ukraine      | Iryna Bobrowska Diana Myroschnitschenko Anna Karandukowa Julija Klymjuk                     | 45,24    |
| 4     | Türkei       | Sıla Koloğlu Beyzanur Seylan Zeynep Kaya Elif Polat                                         | 45,32    |

25. Mai

### 4 × 400 m Staffel
| Platz | Land         | Athletin                                                               | Zeit (min) |
| ----- | ------------ | ---------------------------------------------------------------------- | ---------- |
| 1     | Ukraine      | Marjana Schostak Kateryna Karpjuk Marija Burjak Tetjana Melnyk         | 3:31,36    |
| 2     | Kroatien     | Anja Ramić Nina Vuković Natalija Švenda Veronika Drljačić              | 3:36,67    |
| 3     | Slowenien    | Agata Zupin Vika Rutar Ajda Kaučič Maja Pogorevc                       | 3:36,93    |
| 4     | Griechenland | Anastasia Rapti Georgia-Maria Despollari Laoura Zenegia Andriana Ferra | 3:38,08    |
| 5     | Türkei       | Eda Nur Tulum Büşra Barbaros Neslihan Toktaş Sıla Koloğlu              | 3:40,25    |

26. Mai

### Hochsprung
| Platz | Athletin        | Land | Höhe (m) |
| ----- | --------------- | ---- | -------- |
| 1     | Buse Savaşkan   | TUR  | 1,92 PB  |
| 2     | Mirela Demirewa | BUL  | 1,86     |
| 3     | Panagiota Dosi  | GRC  | 1,83     |
| 4     | Sara Aščić      | CRO  | 1,75     |
| 4     | Daniela Stanciu | ROU  | 1,75     |
| 6     | Berra Aygün     | TUR  | 1,70     |
| 7     | Marija Vuković  | MNE  | 1,70     |

26. Mai

### Stabhochsprung
| Platz | Athletin             | Land | Höhe (m) |
| ----- | -------------------- | ---- | -------- |
| 1     | Eleni-Klaoudia Polak | GRC  | 4,60 =CR |
| 2     | Ariadni Adamopoulou  | GRC  | 4,40     |
| 3     | Buse Arıkazan        | TUR  | 4,00     |
| 3     | Demet Parlak         | TUR  | 4,00     |
|       | Jana Hladijtschuk    | UKR  | NMH      |

25. Mai

### Weitsprung
| Platz | Athletin            | Land | Weite (m) |
| ----- | ------------------- | ---- | --------- |
| 1     | Plamena Mitkowa     | BUL  | 6,50      |
| 2     | Filippa Kviten      | CYP  | 6,44      |
| 3     | Urša Matotek        | SVN  | 6,35      |
| 4     | Maria Stefanopoulou | GRC  | 6,28      |
| 5     | Alina Listunowa     | UKR  | 6,25      |
| 6     | Jana Koščak         | CRO  | 6,20      |
| 7     | Andriana Gkogka     | GRC  | 6,15      |
| 8     | Angelina Topić      | SRB  | 6,06      |

26. Mai
Das Ergebnis der eigentlichen zweitplatzierten Florentina Iușco wurde auf Grund einer Dopingsperre nachträglich annulliert.

### Dreisprung
| Platz | Athletin            | Land | Weite (m) |
| ----- | ------------------- | ---- | --------- |
| 1     | Tuğba Danışmaz      | TUR  | 14,59 w   |
| 2     | Alexandra Natschewa | BUL  | 14,23 PB  |
| 3     | Neja Filipič        | SVN  | 14,10     |
| 4     | Olha Korsun         | UKR  | 14,00     |
| 5     | Gizem Akgöz         | TUR  | 13,95 w   |
| 6     | Maria Purtsa        | GRC  | 13,77 w   |
| 7     | Oxana Koreneva      | GRC  | 13,66     |
| 8     | Anna Krassuzka      | UKR  | 13,57 w   |

25. Mai
Das Ergebnis der eigentlichen drittplatzierten Florentina Iușco wurde auf Grund einer Dopingsperre nachträglich annulliert.

### Kugelstoßen
| Platz | Athletin                   | Land | Weite (m) |
| ----- | -------------------------- | ---- | --------- |
| 1     | Emel Dereli                | TUR  | 18,00     |
| 2     | Dimitriana Bezede          | MDA  | 16,84     |
| 3     | Pınar Akyol                | TUR  | 16,52     |
| 4     | Sopo Schatirischwili       | GEO  | 15,71     |
| 5     | Maria Mangoulia            | GRC  | 15,29     |
| 6     | Lucija Leko                | CRO  | 14,16     |
| 7     | Paraskeovulla Thrasyvoulou | CYP  | 14,07     |
| 8     | Vesna Kljajević            | MNE  | 13,65     |

26. Mai

### Diskuswurf
| Platz | Athletin                   | Land | Weite (m) |
| ----- | -------------------------- | ---- | --------- |
| 1     | Marija Tolj                | CRO  | 61,17     |
| 2     | Alexandra Emilianov        | MDA  | 60,56     |
| 3     | Özlem Becerek              | TUR  | 57,80     |
| 4     | Lucija Leko                | CRO  | 56,87 PB  |
| 5     | Androniki Lada             | CYP  | 53,19     |
| 6     | Veronika Domjan            | SVN  | 53,09     |
| 7     | Paraskeovulla Thrasyvoulou | CYP  | 49,89     |
| 8     | Iwelina Milkowa            | BUL  | 49,46     |

25. Mai

### Hammerwurf
| Platz | Athletin           | Land | Weite (m) |
| ----- | ------------------ | ---- | --------- |
| 1     | Zalina Marghieva   | MDA  | 71,12     |
| 2     | Stamatia Skarvelis | GRC  | 67,36     |
| 3     | Valentina Savva    | CYP  | 66,64     |
| 4     | Kıvılcım Kaya      | TUR  | 64,01     |
| 5     | Olena Chamasa      | UKR  | 63,33     |
| 6     | Tuğçe Şahutoğlu    | TUR  | 62,19     |

26. Mai

### Speerwurf
| Platz | Athletin         | Land | Weite (m) |
| ----- | ---------------- | ---- | --------- |
| 1     | Eda Tuğsuz       | TUR  | 58,24     |
| 2     | Elina Tzengko    | GRC  | 58,11     |
| 3     | Esra Türkmen     | TUR  | 57,17     |
| 4     | Marija Vučenović | SRB  | 57,01     |
| 5     | Ivana Djurić     | SRB  | 53,74     |
| 6     | Marija Bogavac   | MNE  | 45,78     |

25. Mai

### Siebenkampf
| Platz | Athletin              | Land | Punkte  |
| ----- | --------------------- | ---- | ------- |
| 1     | Anastasia Dragomirova | GRC  | 5426    |
| 2     | Sofia Kamperidou      | GRC  | 5116    |
| 3     | Leja Glojnarič        | SVN  | 5051    |
| 4     | Anđela Drobnjak       | MNE  | 4932 NR |
| 5     | Wiwian Krastewa       | BUL  | 4734    |
| 6     | Beyzanur Yavuz        | TUR  | 4516    |
| 7     | Ayşenur Çelik         | TUR  | 3741    |

25./26. Mai

## Ergebnisse Mixed

### 4 × 400 m Staffel
| Platz | Land     | Athletin                                                 | Zeit (min) |
| ----- | -------- | -------------------------------------------------------- | ---------- |
| 1     | Serbien  | Aleksandra Pešić Maja Gajić Nikola Kostić Miloš Marković | 3:22,67    |
| 2     | Türkei   | Neslihan Toktaş Büşra Barbaros İhsan Selçuk Oğuzhan Kaya | 3:25,49    |
| 3     | Rumänien | Alexandra Uță Ioana Andrei Sorin Voinea Cristian Voicu   | 3:25,65    |

25. Mai